# Појеница (Муреш)
Појеница (рум. Poienița) насеље је у Румунији у округу Муреш у општини Ливезени. Oпштина се налази на надморској висини од 373 m.

## Становништво
Према подацима из 2002. године у насељу је живело 302 становника.

### Попис2002.
| Расподела становништва по националности 2002.‍ | Расподела становништва по националности 2002.‍ | Расподела становништва по националности 2002.‍ | Расподела становништва по националности 2002.‍ | Расподела становништва по националности 2002.‍ |
| --------------------------------------------- | --------------------------------------------- | --------------------------------------------- | --------------------------------------------- | --------------------------------------------- |
|                                               |                                               |                                               |                                               |                                               |
| Румуни                                        | Румуни                                        |                                               | 169                                           | 56,0%                                         |
| Мађари                                        | Мађари                                        |                                               | 84                                            | 27,8%                                         |
| Роми                                          | Роми                                          |                                               | 49                                            | 16,2%                                         |